# Cantonul Vitré-Ouest
Cantonul Vitré-Ouest este un canton din arondismentul Fougères-Vitré, departamentul Ille-et-Vilaine, regiunea Bretania, Franța.

## Comune
- Champeaux
- Cornillé
- Landavran
- Marpiré
- Mecé
- Montreuil-des-Landes
- Montreuil-sous-Pérouse
- Pocé-les-Bois
- Saint-Aubin-des-Landes
- Saint-Christophe-des-Bois
- Taillis
- Val-d'Izé
- Vitré (parțial, reședință)